# Antonia Louisa Brico
Antonia Louisa Brico   (Rotterdam, 26 de juny de 1902 - Denver, 3 d'agost de 1989) va ser una pianista i directora d'orquestra neerlandesa de renom, pionera en el món de la música.
Fou la primera dona a dirigir l'Orquestra Filharmònica de Berlín i l'Orquestra Filharmònica de Nova York. Durant moltes dècades del segle xx va lluitar incansablement per fer-se un lloc entre els grans de la música clàssica. Entre d'altres, va estudiar amb Paul Steindorff, Zygmunt Stojowski i Karl Muck. Va exercir també de professora. Dues de les seves alumnes van ser Philippa Schuyler, pianista prodigi i compositora, i Judy Collins, que posteriorment esdevingué una reeixida música de folk i va mantindre sempre una estreta relació amb Antonia.

## Biografia

### Primers anys i formació (1902-1926)
Antonia Louisa Brico va néixer a Rotterdam el 26 de juny de 1902. Dels seus pares biològics no se'n té cap dada real. Va ser adoptada pel senyor i la senyora Wolthuis, els quals la van rebatejar amb el nom de Wilhelmina Wolthuis. Van emigrar el 1907 cap als Estats Units, a la ciutat de Los Angeles on Antonia (Wilhelmina) va començar a rebre classes de piano. Des de la primera vegada que va tenir l'oportunitat de sentir el pianista i director Paul Steindorff va tenir clar que volia dedicar-se a la direcció d'orquestra.
El 1919 es va graduar a l'Institut d'educació secundària i va conèixer que era adoptada. Just després se'n va anar de casa i va perdre el contacte amb els seus pares adoptius, amb els qui no hi tingué contacte mai més. Es va matricular a la Universitat de Califònia a Berkeley per estudiar-hi arts liberals. Va acabar la carrera amb matrícula l'any 1923, després de quatre anys fent d'assistenta de Paul Steindorff, pianista i director (en aquell moment, de l'Òpera de San Francisco), que es va convertir en el seu primer mentor musical. Les seves aspiracions passaven per l'ensenyament i la direcció d'orquestra, però amb prou feines va poder accedir a la primera; en aquella època, la direcció no es considerava una feina per a dones. D'aquesta manera va ser com, reclamant el seu nom originari (Antonia Brico), va anar a Nova York a estudiar piano amb un dels pianistes més influents del moment, Zygmunt Stojowski. Va fer-ho durant dos anys. Finalment, el 1926 es va traslladar a Hamburg, deixant enrere una Amèrica d'adolescència i de poc de reconeixement personal i professional.

### Primera etapa (1926-1942)
L'any 1926, Antonia Brico va viatjar a Hamburg, on Karl Muck (que havia sigut director de la Boston Symphony Orchestra) dirigia la Filharmònica de la ciutat. Armada amb una carta de presentació, va aconseguir que Muck, un dels directors d'orquestra més aclamats del moment, es convertís en el seu mentor musical. Brico va ser una de les molt poques alumnes que Karl Muck va tenir mai (va estudiar amb ell durant quatre anys), i a més va fer-li d'assistenta, de manera que el seu aprenentatge va ser continuat. Va completar la formació europea assistint a les classes de direcció que s'oferien a l'Acadèmia de Música de Berlín, i en va ser la primera graduada americana de la història l'any 1927.
El 1930, amb vint-i-vuit anys, Antonia Brico debutava com a directora, i no ho feia amb una batuta qualsevol: va dirigir la Filharmònica de Berlín, i va ser la primera dona que ho feia. A més, la crítica del concert va ser extraordinàriament bona. L'Allgemeine Zeitung va dir-ne: «Miss Brico ha demostrat dots sorprenents i inequívocs com a directora. És més hàbil, més llesta i més musical que molts dels seus col·legues masculins que ens avorreixen aquí a Berlín».
Tot i les bones crítiques de Berlín, Brico no va gaudir de la mateixa acceptació en els Estats Units, on havia tornat cercant una feina estable com a directora titular d'orquestra. Va dirigir l'Orquestra Simfònica de San Francisco i la de Los Angeles, però només com a directora convidada. En les proves que va fer a la de Los Angeles per ser-ne resident, va ser rebutjada. És així com, durant el període de 1930-1932, Brico va tornar a aventurar-se a Europa, on el seu talent era més apreciat. Va fer una gira amb diverses orquestres de Polònia, Alemanya i els Balcans, però el 1932 va tornar als EUA, aquest cop definitivament.
Els primers anys de la dècada de 1930 van ser la més productiva de la seva carrera. El 1933 Brico va debutar com a directora d'orquestra a la ciutat de Nova York, on s'havia establert. Ho feia davant la Musicians' Symphony Orchestra (una de les orquestres americanes més prestigioses del moment) al Metropolitan Opera House. Les crítiques van ser extremadament bones. The Pictorial Review en deia: «Amb només tres assajos, la senyoreta Brico va fer que l'orquestra toqués com no ho havia fet mai fins aleshores.» De fet, se'n va programar un segon concert, i fins a un tercer però que ja no va arribar a fer-se. El tenor solista, John Charles Thomas, va refusar d'actuar-hi perquè temia que una dona directora li robés tot el protagonisme. Un dels projectes més destacats en la trajectòria d'Antonia Brico és la creació, l'any 1934, de la New York Women's Symphony, una orquestra formada només per dones. Després d'un altre intent fallit de trobar feina com a directora resident, Brico va fundar-la per reivindicar la dona com a instrumentista i música, com algú que podia tocar perfectament el corn anglès o el trombó. La tasca social d'un projecte com aquest no va passar desapercebuda; Antonia va comptar amb el prestigiós suport de Fiorello La Guardia, en aquells moments alcalde de Nova York, i d'Eleanor Roosevelt, primera dama del país. La primera temporada de la New York Women's Symphony va ser el 1935, i fins al 1939 (any en el qual van començar a admetre's homes, amb el consegüent canvi de nom de l'orquestra: Brico Symphony Orchestra) va funcionar amb èxit.
La dècada de 1930 va ser la dècada d'or per a Antonia Brico. El 1938 —probablement arran del renom que li donà el seu paper al capdavant de la Women's Symphony— es va convertir en la primera dona de la història que dirigia l'Orquestra Filharmònica de Nova York. Va ser al Lewis Stadium, en un concert encapçalat per la primera simfonia de Sibelius que va rebre molt bones crítiques. El mateix any Brico agafaria les regnes d'una producció operística, Hansel i Grettel de Humperdinck, que va estrenar a la New York Hippodrome Opera. També va ser convidada a dirigir la San Francisco Bay Region Symphony Orchestra (concert del qual es conserven dues fotografies que il·lustren perfectament la situació de Brico en el panorama musical i social del moment). Però no tothom estava d'acord amb l'ascens social i cultural d'Antonia, pel fet que era una dona. Tot i el seu èxit, la directora continuava sense poder accedir a un lloc permanent en una orquestra. La seva estrena com a directora a Nova York tampoc no va ser del tot plàcida. Dos dels màxims encarregats de l'Orquestra Filharmònica de Nova York, Charles Guggenheimer i Arthur Johnson, van publicar articles a la revista Time —en una línia predictible, en la qual es criticaven sistemàticament totes les dones directores que l'orquestra convidava. Frases com «el problema amb Antonia Brico és que ha nascut cinquanta anys massa aviat», o «és una desgràcia que una dona dirigeixi aquesta orquestra», es troben entre les més cèlebres dels crítics de la revista nord-americana. En algun d'aquests articles, s'hi jutgen predominantment aspectes extramusicals, irrellevants per a la crítica:
| «                                                                           | A la Casa Blanca, no fa gaire Eleanor Roosevelt va rebre un convidat estrany i desconegut. Es deia Antonia Brico. Tenia una actitud decidida i uns ulls foscos i brillants. El seu objectiu era que l'esposa del president s'interessés per una orquestra de dones. La senyora Roosevelt va quedar tan impressionada que la setmana passada es van anunciar quatre concerts de Brico, el primer dels quals tindrà lloc a Manhattan el 10 de febrer. Antonia Brico és una directora que, com Ethel Leginska, duu una jaqueta passada de moda de l'estil príncep Albert Prince Albert. | » |
| — Music: Ladies' Band, article d'opinió publicat el 4/2/1935., Revista Time | |   |

Brico no va poder gaudir de la plenitud de la seva carrera com a directora, perquè se li va negar l'accés al circuit musical de l'època: tot i haver dirigit amb èxit les millors orquestres del món, continuava sense el reconeixement professional que brindava el fet de ser resident en una d'elles.

### Segona etapa (1942-1971)
L'any 1942, en plena Segona Guerra mundial, Antonia Brico es trasllada a Denver, on s'allunya del clima enrarit d'una Nova York que, tot i haver-li donat l'oportunitat de mostrar el seu talent en nombroses ocasions, no l'ha acabat d'acollir. A Denver, Brico hi va ensenyar piano i va dirigir tantes orquestres com petits contractes li van oferir. En paral·lel, i com havia hagut de fer sempre, va fundar els seus propis petits projectes. Entre els més destacats trobem la consolidació d'una Societat Bach i, en una segona versió de l'orquestra de Nova York, la creació de la Women's String Orchestra o Ensemble. Durant els anys quaranta Antonia desenvoluparà la seva carrera al voltant de Denver, tot i que se sap que va ser convidada a dirigir a Nova York en diverses ocasions. L'any 1945, amb l'acabament de la guerra, Brico va ser rebutjada per primera vegada com a candidata a la direcció permanent de l'Orquestra Simfònica de Denver. Durant els anys següents, el seu nom va aparèixer insistent cada vegada que l'orquestra feia audicions per rebre un nou director resident, però va ser sempre ignorada.
L'any 1946, Brico tornaria a Europa, on el seu talent era més reconegut. Dirigeix a Suècia, Àustria i Holanda, i sir Adrian Boult la convida al Royal Albert Hall de Londres. Allà va dirigir l'Orquestra Simfònica de Londres i Jean Sibelius, que ja l'havia vista dirigir als Estats Units durant els anys trenta i que era present a la sala, va quedar-ne meravellat. De fet, just després va convidar-la a dirigir un festival monogràfic dedicat a la seva música a Hèlsinki.
Antonia Brico mantindria una relació intensa amb diversos homes durant la seva vida, tot i que mai es va casar. Sibelius va ser un d'ells: Brico hi va mantenir un contacte amistós des de la seva coneixença el 1937 fins a la mort del compositor, el 1957. Sibelius va ser la figura lligam d'Antonia amb Europa, on li assegurava llocs com a directora convidada. Les anotacions d'Antonia Brico (que es va convertir en una autoritat musicològica en les simfonies del compositor finlandès) a les partitures de Sibelius han ajudat la musicologia a aprofundir en molts aspectes de la seva producció.
Antonia Brico tornaria als Estats Units per quedar-s'hi. El 1947, un grup de músics amateurs va contactar amb ella per oferir-li l'única feina de directora resident que mai va regentar. Es tractava de la Denver Bussinessmen's Orchestra, una petita formació que va dirigir fins a la fi de la seva carrera. Parlem així d'una etapa extensa del segle xx, que va des del 1947 fins al 1981, durant la qual Brico va mantenir-se en un anonimat gairebé complet. Dirigia només cinc concerts a l'any amb la seva petita orquestra, rebatejada el 1967 per Brico Bussinessmen's Orchestra. Va dirigir també la Denver Opera Association, la seva Women's String Orchestra i la Boulder Philarmonic Orchestra, combinant totes aquestes activitats amb l'ensenyament. Brico, però, se sentia buida.

### Tercera etapa (1971-1989)
En una escena del documental Antonia: a Portrait of the Woman, de Judy Collins (1971), Antonia Brico feia aquestes declaracions:
| « | Tinc cinc actuacions cada any. Sóc prou forta per fer-ne cinc cada mes. Em dedico a ensenyar… Però estic frustrada. És com donar un tros de pa a una persona que pateixi fam. Cada vegada que sento el nom d'Evgenia Svetlana, em sento morir per dins perquè és una dona de Rússia que està dirigint contínuament. | » |

La vida d'Antonia Brico va canviar l'any 1971, quan Judy Collins, coneguda cantant de folk del moment, va decidir gravar un documental sobre la seva biografia. Judy Collins, havia estudiat piano d'adolescent (durant la dècada de 1950) amb Brico a Denver, i hi havia mantingut una relació estreta. Amb l'afany de donar a conèixer la seva història, va presentar el documental Antonia: a Portrait of the Woman, codirigit amb Jill Godmilow, l'any 1974. El treball retrata la història d'una dona que a finals del s. XX no pot entendre —com es llegeix, entre línies, en la cita anterior— com la discriminació de gènere encara li talla les ales d'aquesta manera. I encara devia ser més frustrant veure com, a l'altra banda de l'oceà, en una Rússia que molts nord-americans consideraven encara infernal, una dona (Evgenia Svetlana, companya seva en la lluita incansable pel reconeixement artístic i laboral de la dona) era lliure de dirigir tant com podia.
El documental sobre Antonia Brico va tenir un gran èxit entre l'audiència de principis de la dècada de 1970. De fet, la directora va ser protagonista en un escenari on es va fer palesa la ironia del destí (i sobretot, de l'era postmoderna). I és que Brico va assolir la fama, literalment, a l'edat de setanta-tres anys. L'any 1975 va ser convidada a un festival la rellevància del qual encara avui és vigent: el Mostly Mozart Festival, a Nova York. Les entrades per a l'únic concert programat van esgotar-se, i se'n va haver de programar un altre. La CBS va gravar els dos concerts amb LP, i avui en dia són consultables en internet. El documental de Collins va saber captar les reaccions d'una dona que va lluitar tota la vida per fer-se un lloc merescut en el complicat món de la música clàssica.
El 1977 Brico va oferir l'últim recital, amb la Brooklin Philarmonia, i el 1981 va deixar la direcció definitivament —la seva vocació pedagògica, però, encara va restar activa un temps. La vida de Brico va trontollar l'any 1988 quan, en una caiguda, es va trencar el maluc, i es va extingir un any després en una residència de Denver, Bella Vita Towers.

## Historiografia sobre Antonia Brico
De la vida d'Antonia Brico se'n coneixen detalls únicament a través de fonts indirectes. L'oblit que plana sobre la figura d'Antonia Brico a causa de les dificultats professionals pel fet de ser una dona va fer que només al final de la seva vida se li va començar a fer un lloc precipitat entre els grans de la música clàssica del segle xx.
La majoria dels únics articles que tenen Antonia Brico com a tema central de la seva discussió van ser publicats per editorials universitàries nord-americanes (sense possibilitat de difusió, per tant) i (de manera conjunta amb altres dones artistes del segle XX) per algunes revistes mensuals, també estatunidenques. Les úniques fonts directes que hom pot trobar a internet són biografies no contrastades en blocs, pàgines web de societats musicals i ressenyes periodístiques diverses (la majoria d'aquestes, obituaris). Això sí, Antonia Brico va guanyar-se un lloc al diccionari de Susan Ware sobre «Notable American Women», i a principis dels anys setanta es va fer un documental de la seva vida, la repercussió del qual va ser momentània.
El 2016 la seva vida i obra va ser recollida en la pel·lícula titulada La directora d'orquestra, de Maria Peters, amb Christianne De Bruijn de protagonista.